# پناهگاه حیات وحش هامون
پناهگاه حیات وحش هامون یک پناهگاه حیات وحش با مساحت ۲۹۲۶۳۷ هکتار است که در استان سیستان و بلوچستان در ایران قرار دارد. این پناهگاه حیات وحش طبق مصوبهٔ شمارهٔ ۵۹۶ در تاریخ ۱۳۸۱/۸/۲۸ در فهرست مناطق تحت حفاظت سازمان محیط زیست ایران قرار گرفت. پناهگاه حیات وحش هامون در حوزه شهرستان‌های نیمروز، هیرمند و هامون قرار گرفته است.

## ویژگی‌ها
پناهگاه حیات‌وحش هامون دربرگیرنده اراضی مسطحی است که به‌صورت گودال وسیعی محدوده مجموعه تالاب‌های هامون را تشکیل می‌دهند. رودخانه هیرمند مهم‌ترین جریان سطحی تغذیه‌کننده تالاب هامون است.
گونه‌های جانوری پناهگاه حیات وحش هامون شامل ۳۰ گونه پستاندار، ۱۸۳ گونه پرنده، ۴۴ گونه خزنده، تعداد ۷ گونه دوزیست و ۲۲ گونه ماهی است.
گونه‌های گیاهی این پناهگاه در محدوده تپه‌های شنی، گونه‌های ماسه‌دوست و در حواشی دریاچه و شوره‌زارها گونه‌های شورپسند و مقاوم به خشکی حضور دارند.

## ذخیره گاه زیست‌کره هامون
این ذخیره‌گاه به عنوان دوازدهمین ذخیره‌گاه زیست کره ایران در سال ۱۳۹۵ در شبکه جهانی ذخیره گاه‌های زیست‌کره در یونسکو به ثبت رسید. بخش اصلی ایی ذخیره‌گاه پناهگاه حیات وحش هامون با تالاب هامون در آن بوده و وسعت کل ذخیره گاه ۹۷۷۱۵۸ هکتار می‌باشد که این زیستگاه در دو کشور ایران و افغانستان است. این منطقه زیستگاه پرنده کمیاب هوبره می‌باشد.